# Marc Delafontaine
Marc Delafontaine (n. 31 martie 1838, Céligny⁠(d), Geneva, Elveția – d. 1911) a fost un chimist elvețian care, în 1878 – alături de Jacques-Louis Soret – a observat pentru prima oară holmiu prin metode spectroscopice.  În 1879, Per Teodor Cleve a separat acest chimic de tuliu și erbiu. Cei trei sunt creditați pentru descoperirea elementului. 